# Audience royale de Lima

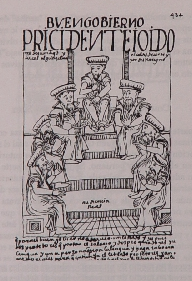
Real Audiencia de Lima

L'Audience royale de Lima (en espagnol : Audiencia y Cancillería Real de Lima) était une cour supérieure de l'empire espagnol située à Lima, la capitale de la vice-royauté du Pérou. 
Créée le 20 novembre 1542 par Charles Quint, elle a commencé à fonctionner en 1543 et a initialement juridiction sur l'ensemble de la vice-royauté – pratiquement toute l'Amérique du Sud et le Panama sous contrôle espagnol. Elle a fonctionné jusqu'en 1821 lorsque les forces de José de San Martín sont entrées à Lima.